# Comté de Liberty (Montana)
Pour les articles homonymes, voir Comté de Liberty.
Le comté de Liberty est un des 56 comtés de l’État du Montana, aux États-Unis. En 2010, la population était de 2 339 habitants. Son siège est Chester. Le comté a été fondé en 1919.

## Géolocalisation
|                  | Alberta, Canada   |               |
| Comté de Toole   | Comté de Liberty  | Comté de Hill |
| Comté de Pondera | Comté de Chouteau |               |

## Principale ville
- Chester